# Tencin
Tencin è un comune francese di 1 219 abitanti situato nel dipartimento dell'Isère della regione dell'Alvernia-Rodano-Alpi.

## Monumenti e luoghi d'interesse

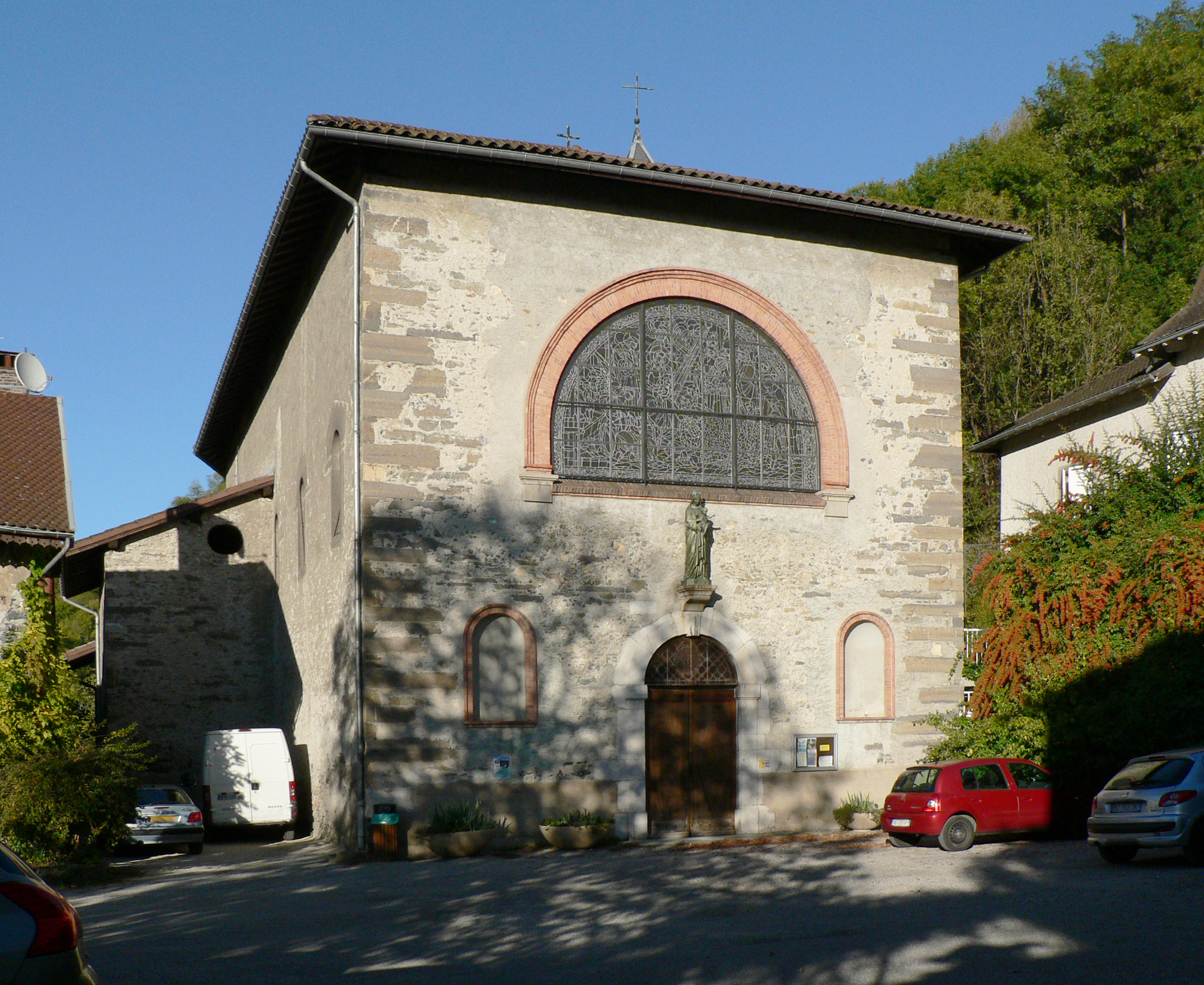
Église Saint-Jean-Baptiste

- La chiesa di San Giovanni Battista è un piccolo edificio a navata unica con abside semicircolare in stile romanico e risale all'XI secolo. Nel XVII sec. era un luogo di pellegrinaggio per le sue reliquie di san Giovanni. Durante la Rivoluzione, la chiesa venne chiusa e il primo parroco non tornò fino al 1877, anno in cui venne restaurata la sagrestia. Nel XIX secolo vennero rifatti la struttura lignea, il tetto e la pavimentazione del coro.[3]

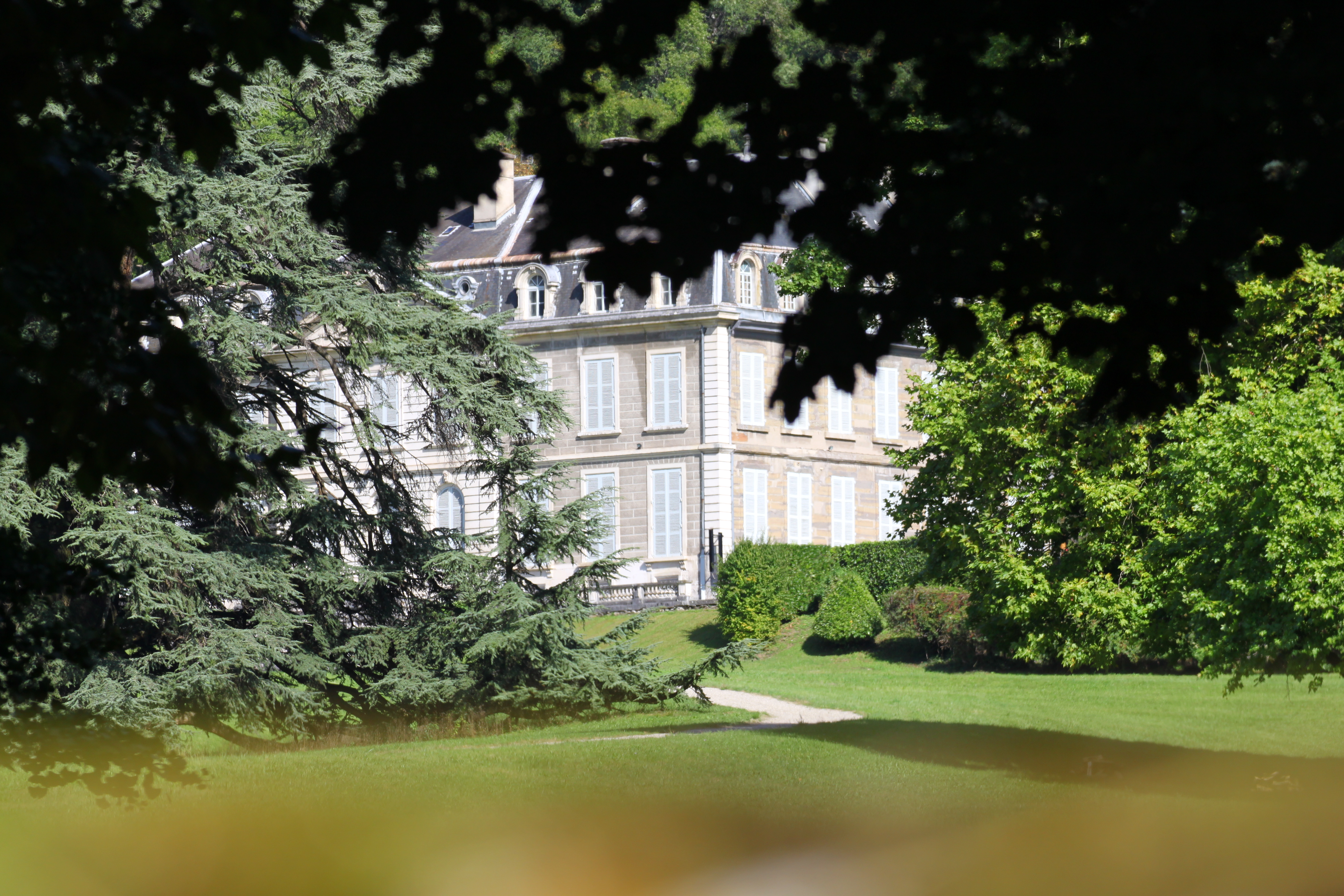
Château de Tencin

- Castello di Tencin. Costruito sulle rovine di un antico castello che fu incendiato dai protestanti e dove nacque Madame de Tencin, madre di D'Alembert. Luigi Francesco di Monteynard, ministro della guerra di Luigi XV e fondatore della scuola di cavalleria di Saumur, nel 1775 fece costruire l'edificio che possiamo vedere oggi, circondato da un vasto giardino all'inglese. Il castello di Tencin e il suo parco sono stati riconosciuti come Monumenti storici della Francia  il 5 ottobre 1946.[4]

## Società

### Evoluzione demografica
Abitanti censiti